# Association mondiale des organismes électoraux
 (janvier 2025).
L'Association mondiale des organismes électoraux, communément appelée « A-WEB » (de l'anglais Association of World Election Bodies), a été créée le 14 octobre 2013 à Songdo, à Incheon, en Corée du Sud. A-WEB est la première organisation mondiale d'organisme de gestion des élections, et ses membres se composent actuellement de 119 organismes nationaux de 109 pays en tant que membres et de 20 associations régionales en tant que membres associés. Sous le slogan « La démocratie pour tous dans le monde entier », le Secrétariat de l'A-WEB propose des programmes de formation aux responsables électoraux des pays membres et entreprend des programmes nationaux à la demande des organisations membres, fournissant un soutien pendant le cycle électoral pour renforcer la capacité de gestion des élections. Le président actuel est Hernan Penagos Giraldo de Colombie. 

## Création
La Commission électorale nationale de la république de Corée a proposé pour la première fois la création d’une institution mondiale de gestion des élections à l’Association des autorités électorales asiatiques (AAEA) en 2010. Après une série de réunions du groupe de travail, une charte a été rédigée et le nom A-WEB a été choisi sur suggestion de la Commission électorale de l'Inde. 
A-WEB a été officiellement créée le 14 octobre 2013. Plus de 400 participants venus de 140 organismes de gestion des élections, d’organisations internationales et d'organisations non gouvernementales ont assisté à la cérémonie à Song-do, en Corée du Sud, où le Secrétariat a été établi. 97 organisations sont devenues membres d'A-WEB. 

## Structure

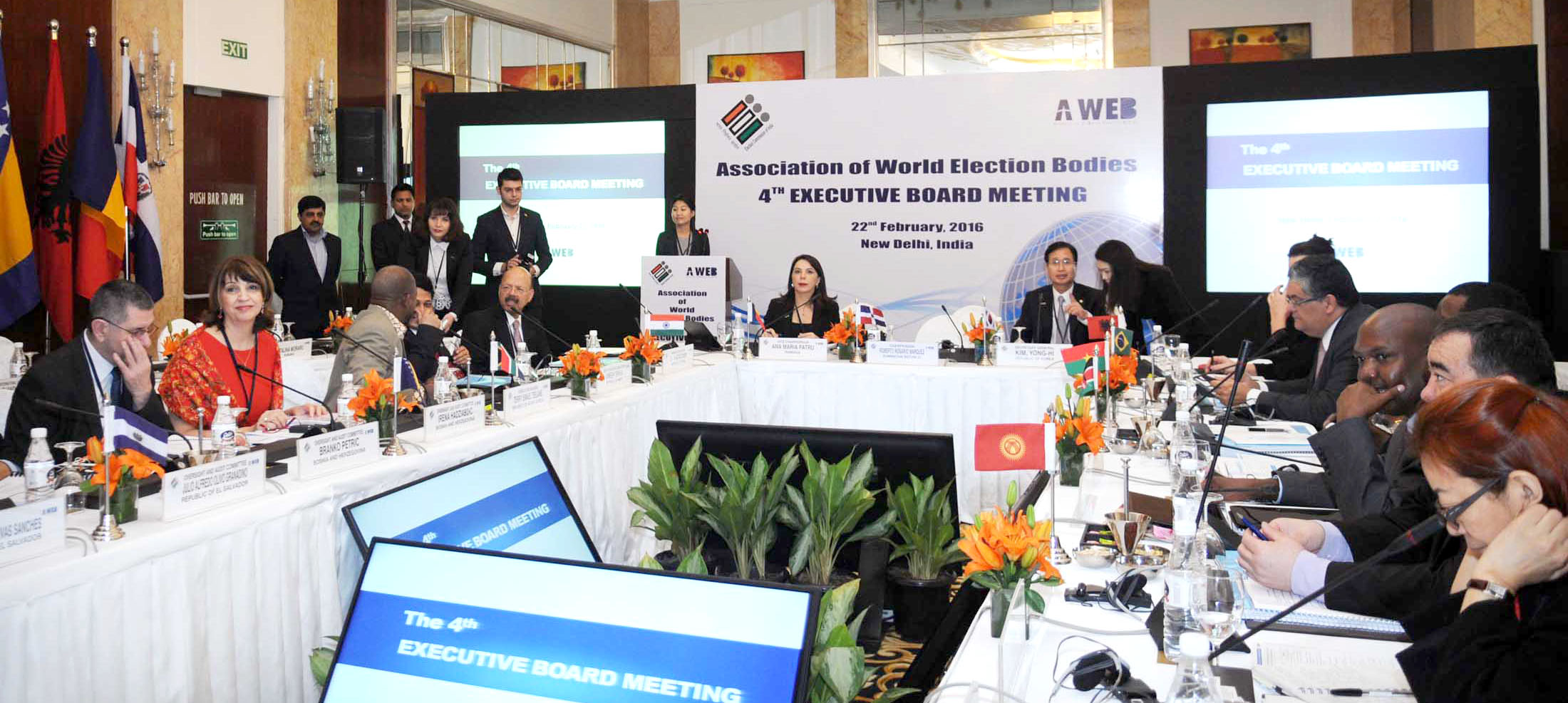
Réunion du Conseil exécutif le 22 février 2016 à la Nouvelle-Delhi, en Inde.

A-WEB dispose de trois organes principaux. Le Conseil exécutif (Executive board) remplit la fonction exécutive et se réunit au moins une fois par année pour prendre des décisions sur l'orientation générale d'A-WEB. Il est composé d’un maximum de dix organisations membres répartis équitablement entre les continents. Plus il y a de membres provenant d’un continent particulier, plus il devrait y avoir de membres du Conseil exécutif provenant de ce continent. Le Conseil Exécutif est dirigé par un Président qui dirige les réunions du Conseil.
Les membres restants constituent le deuxième organe, l’Assemblée générale. L'Assemblée générale se réunit une fois tous les deux ans et vote sur les questions importantes liées à A-WEB et sur les décisions prises par le Conseil exécutif. L’Assemblée générale élit également les membres du Comité exécutif et confirme l'adhésion de nouveaux organismes membres.
Enfin, le secrétariat assure le travail administratif général de l'A-WEB et est basé dans le pays où réside le Secrétaire Général (élu par le Conseil Exécutif). Actuellement, le secrétariat est basé au 24e étage de la Tour G dans le quartier de Songdo, dans la ville métropolitaine d'Incheon, en Corée du Sud. D’autres pays membres envoient du personnel détaché pour faire fonctionner le bureau.

## Programmes d'A-WEB

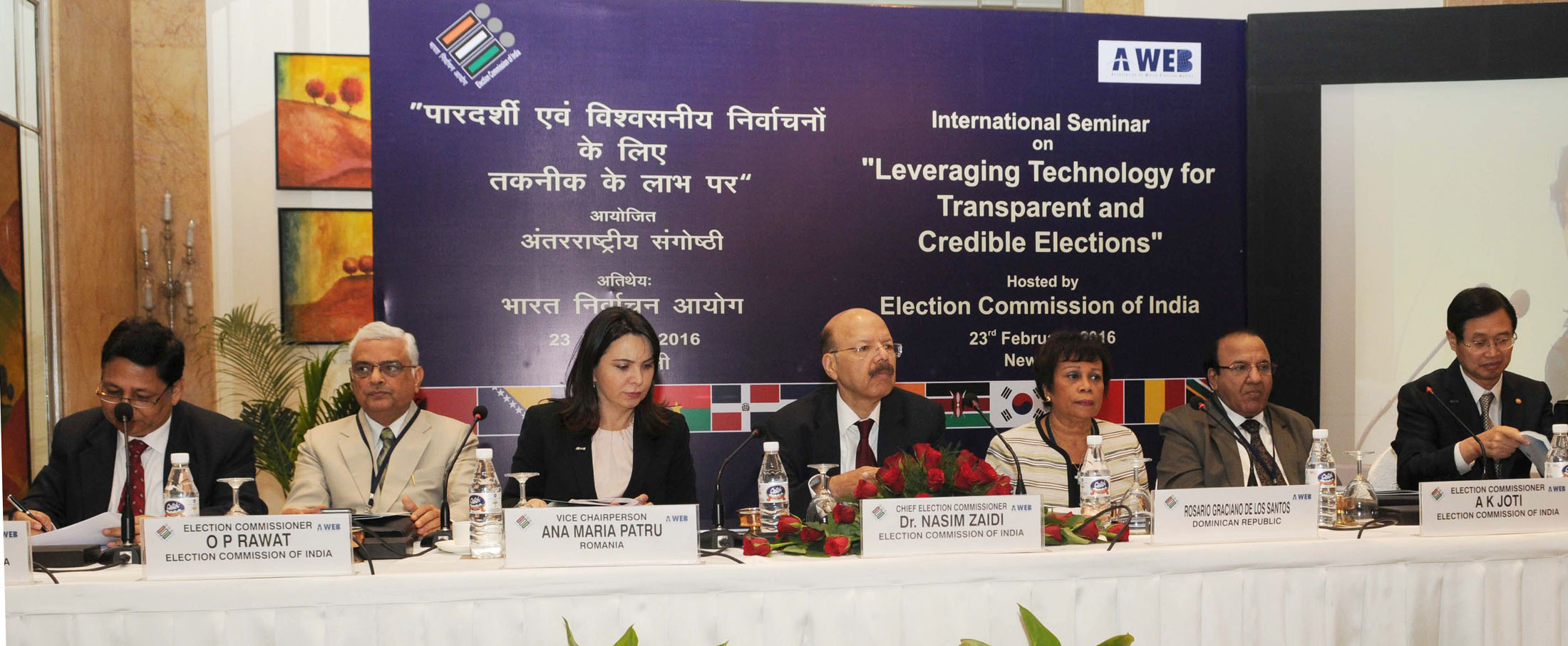
Séminaire organisé par A-WEB le 23 février 2016 à la Nouvelle-Delhi, en Inde sur le thème : « Tirer le meilleur parti de la technologie pour des élections transparentes et crédibles »

### Programme de renforcement des capacités de gestion des élections
A-WEB organise un programme de renforcement des capacités de gestion des élections pour les responsables électoraux afin d'organiser les élections de manière plus efficace et plus professionnelle à l'avenir. Plus spécifiquement, le programme de renforcement des capacités de gestion des élections vise à :
1. aider les participants à étudier différents systèmes électoraux, à discuter des problèmes et des défis auxquels chaque organisme national est confronté et à trouver des solutions aux problèmes communs ;
2. offrir l’occasion d’échanger de bonnes pratiques et intégrer un standard international en matière de gestion électorale ;
3. établir un réseau de responsables électoraux du monde entier et les encourager à partager leurs expériences et leur expertise.

Divers acteurs professionnels du monde électoral sont invités en tant que conférenciers pour aider les participants à mieux comprendre tous les aspects de la gestion des élections et du cycle électoral. Le programme permet également aux participants d’apprendre non seulement auprès des conférenciers, mais également auprès des participants eux-mêmes à travers des discussions interactives.
Chaque programme aborde un sujet particulier du processus électoral, tel que la participation politique des groupes marginalisés, l’égalité des sexes et les médias dans la gestion des élections, donnant aux participants l’occasion de considérer les éléments négligés qui peuvent affecter l’équité de leur gestion électorale.

### Programmes nationaux
Les programmes nationaux visent à renforcer l’exactitude des processus électoraux en améliorant les systèmes liés à la gestion des élections et à soutenir l’établissement d’une « bonne gouvernance » basée sur les besoins et les demandes des organismes nationaux.

### Programme de visite électoral
Le programme de visite électorale A-WEB vise à accroître la compréhension des différents systèmes électoraux et à partager et diffuser de meilleures pratiques et l'utilisation des technologies de l'information et de la communication dans les élections en observant l'administration électorale des organismes membres, comme le prévoit l'article 4.1. de la charte de l’A-WEB. Ce programme vise également à encourager le développement et la promotion d’une culture démocratique et d’un environnement propice à la tenue d’élections libres, justes, transparentes et participatives.

## Membres actuels

### Membres de plein droit
- Afghanistan : Commission électorale indépendante et Commission indépendante des recours électoraux
- Afrique du Sud : Commission électorale d'Afrique du Sud
- Arménie : Commission électorale centrale de la république d'Arménie
- Angola : Commission électorale nationale
- Argentine : Direction nationale électorale
- Bahamas : Département du registre parlementaire
- Bangladesh : Commission électorale du Bangladesh
- Barbade : Commission électorale et de délimitation
- Biélorussie : Commission centrale de la république de Biélorussie pour l'organisation des élections et des référendums nationaux
- Bénin : Commission électorale nationale autonome
- Bhoutan : Commission électorale du Bhoutan
- Bolivie : Tribunal suprême électoral de Bolivie
- Bosnie-Herzégovine : Commission électorale centrale de Bosnie-Herzégovine
- Bulgarie : Commission électorale centrale de Bulgarie
- Burkina Faso : Commission électorale nationale indépendante
- Burundi : Commission électorale nationale indépendante
- Brésil : Tribunal supérieur électoral
- Cambodge : Comité électoral national
- Cameroun : Élections Cameroun
- Canada : Élections Canada
- Colombie : Conseil national électoral et Registre national d'état civil de la république de Colombie
- Corée du Sud : Commission électorale nationale
- Côte d'Ivoire : Commission électorale indépendante
- Costa Rica : Tribunal suprême des élections
- Djibouti : Commission électorale nationale indépendante
- Dominique : Bureau électoral de la Dominique
- République dominicaine : Conseil électorale central de la République dominicaine et Tribunal supérieur électoral de la République dominicaine
- République démocratique du Congo : Commission électorale nationale indépendante
- Équateur : Conseil électoral national et Tribunal du contentieux électoral
- Égypte : Autorité électorale nationale
- Salvador : Tribunal électoral suprême du Salvador
- Éthiopie : Commission électorale nationale d'Éthiopie
- Fidji : Bureau fidjien des élections
- France : Conseil constitutionnel
- Gabon : Commission électorale nationale autonome et permanente
- Gambie : Commission électorale indépendante
- Géorgie : Commission électorale centrale
- Guatemala : Tribunal électoral suprême
- Guinée : Direction générale des élections
- Guyana : Commission électorale (Guyana)
- Haïti : Conseil électoral provisoire
- Hongrie : Bureau des élections nationales
- Inde : Commission électorale indienne
- Indonésie : Commission des élections générales et Agence de supervision des élections générales
- Irak : Haute commission électorale indépendante
- Jamaïque : Commission électorale de la Jamaïque
- Kazakhstan : Commission électorale centrale de la république du Kazakhstan
- Kenya : Commission indépendante électorale et de délimitation
- Kosovo : Commission électorale centrale du Kosovo
- Kirghizistan : Commission centrale pour les élections et les référenda
- Lettonie : Commission électorale centrale
- Liban : Ministère de l'intérieur et des municipalités
- Lesotho : Commission électorale indépendante
- Liberia : Commission électorale nationale
- Libye : Haute commission électorale nationale
- Madagascar : Commission électorale nationale indépendante pour la transition
- Malawi : Commission électorale du Malawi
- Maldives : Commission électorale de la république des Maldives
- Mali : Commission électorale nationale indépendante et Direction générale des collectivités territoriales
- Maurice : Commissariat aux élections
- Mexique : Institut national électoral
- Moldavie : Commission électorale centrale de la république de Moldavie
- Mongolie : Commission électorale générale
- Mozambique : Commission nationale électorale
- Birmanie : Commission électorale de l'Union
- Nicaragua : Conseil électoral suprême
- Nigeria : Commission électorale nationale indépendante
- Ouganda : Commission électorale
- Ouzbékistan : Commission électorale centrale de la république d'Ouzbékistan
- Pakistan : Commission électorale du Pakistan
- Palestine : Commission centrale des élections
- Panama : Tribunal électoral du Panama
- Papouasie-Nouvelle-Guinée : Commission électorale
- Paraguay : Tribunal supérieur de justice électorale
- Pérou : Jury électoral national, Bureau national des processus électoraux, et Registra national d'identification et d'état civil du Pérou
- Philippines : Commission aux élections
- Pologne : Commission électorale nationale (pl)
- Portugal : Commission nationale électorale
- Porto Rico : Commission électoral étatique
- Roumanie : Autorité électorale permanente
- Russie : Commission électorale centrale de la fédération de Russie
- Rwanda : Commission électorale nationale du Rwanda
- Sainte-Lucie : Département des élections
- Samoa : Bureau de la commission électorale
- Sao Tomé-et-Principe : Commission électorale nationale
- Sénégal : Commission électorale nationale autonome
- Serbie : Commission électorale de la république de Serbie
- Sierra Leone : Commission électorale et Commission d'enregistrement des partis politiques
- Îles Salomon : Commission électorale
- Somalie : Commission électorale nationale indépendante
- Soudan du Sud : Commission nationale des élections
- Sri Lanka : Commission électorale
- Suriname : Conseil électoral indépendant
- Taïwan : Commission électorale centrale
- Tanzanie : Commission électorale nationale et Commission électorale de Zanzibar
- Thaïlande : Bureau de la commission électorale
- Timor oriental : Commission nationale des élections
- Togo : Commission électorale nationale indépendante
- Tonga : Commission électorale
- Trinité-et-Tobago : Commission électorale et de délimitation
- Tunisie : Instance supérieure indépendante pour les élections
- Turquie : Conseil électoral supérieur
- Ukraine : Commission électorale centrale
- Vanuatu : Bureau électoral du Vanuatu
- Venezuela : Conseil national électoral
- Yémen : Comité suprême pour les élections et le référendum
- Zambie : Commission électorale

### Membres associés
- Organismes arabes de gestion électoral
- Association des autorités électorales asiatiques

## Voir également
- Observation des élections
- Conférence européenne des administrations électorales
- Institut pour la démocratie et l'assistance électorale